# Sant Crist de Balaguer
|  | Per a altres significats, vegeu «Sant Crist de Balaguer (imatge)». |

El Sant Crist de Balaguer és un santuari i basílica situat al Pla d'Almatà de Balaguer. L'església es va construir al segle xvii al mateix lloc on hi havia hagut una església romànica, i encara abans una mesquita. L'edifici és bé d'interès cultural, i compta amb una façana moderna del segle xx d'estil neoclàssic, construïda sota la direcció de l'arquitecte Bernat Pejoan i Santmartí.

## Antecedents
Abans de la conquesta cristiana Balaguer tenia tres barris: el barri d'Almatà (al Pla d'Almatà), el pla del Reial i el barri del riu. Cada barri tenia la seva mesquita, però la major o també anomenada aljama era la de Sant Miquel. Quan es va conquerir la ciutat, cada mesquita es va convertir en església. La de Sant Miquel es va convertir en Santa Maria d'Almatà, antecessor immediat d'aquesta església, que no fou anomenada Sant Crist fins al segle xvi
Al Pla d'Almatà s'hi van establir els àrabs a l'inici del segle viii. Va ser el nucli originari de la ciutat i un dels seus barris principals, envoltat per una muralla. La mesquita estava situada aproximadament on actualment es troba l'església del Sant Crist. El Pla d'Almatà és un dels jaciments d'època andalusina més grans que es conserva a Catalunya i declarat Bé cultural d'interès Nacional l'any 2006.
Paral·lelament, es té constància que l'any 1094, després d'una conquesta temporal de Balaguer (la definitiva no arribaria fins al 1105), Ermengol V d'Urgell va fer donació a Sant Serni de Tavèrnoles de les propietats d'un important personatge de Balaguer anomenat Avimoni, entre les quals figurava una mesquita. Sobre la mesquita d'Avimoni, s'hi va aixecar l'església de Sant Salvador, de la qual es tenen notícies des del 1163. Més endavant, l'any 1351, aquesta església va adquirir la categoria de temple parroquial en detriment de Santa Maria d'Almatà.
El temple començà a anomenar-se Sant Crist des que, el 22 de març de 1622, en presència del rei Felip IV i del seu germà Carles, comte d'Olivares, i d'altres Grans de la Nació, la imatge del Santíssim fos traslladada de l'antiga capella a l'altar major que a tal efecte s'acabava de construir, deixant, d'aquell moment ençà, de ser la titular de l'església la Mare de Déu d'Almatà. A final del segle xviii el continu increment de visitants portà a la creació del cambril i a l'ampliació del temple, que passà a tenir les dimensions actuals.

## Accessos
- Via Crucis:[8] és un dels actes centrals de la Setmana Santa cristiana, dies en els quals la comunitat cristina celebra el fonament de la seva fe: la Passió, la Mort i la Resurrecció de Jesucrist. Es puja des del riu de Balaguer, efectuant 14 parades a diferents estacions.
- Barranc dels rucs: puja des del que és la part vella de Balaguer, seguint la plaça del Pou fins a la zona més alta.
- Carretera del Pla d'Almatà.

## L'Església Romànica, arquitectura

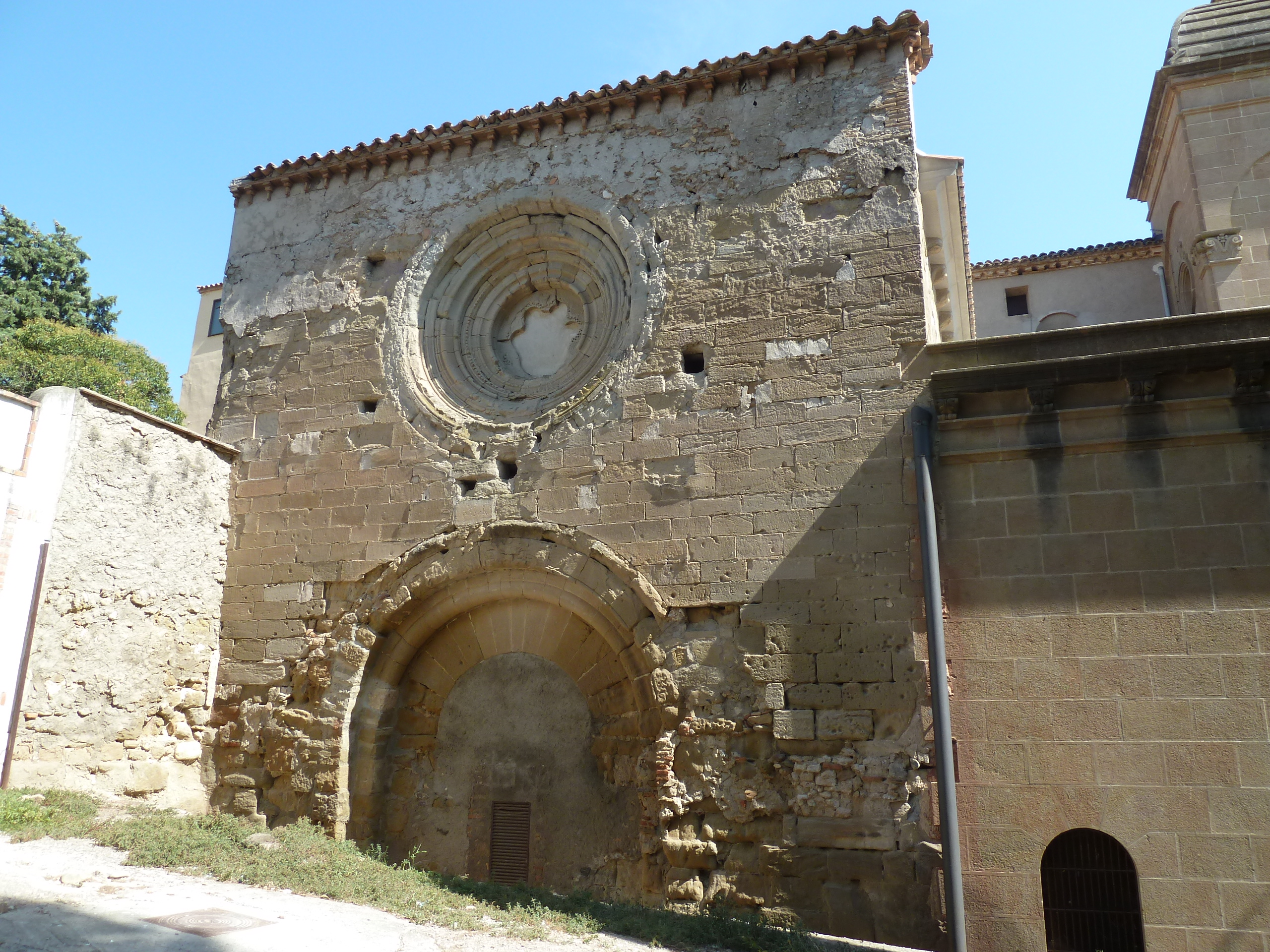
Façana romànica de l'església de Santa Maria d'Almatà, abans de la restauració

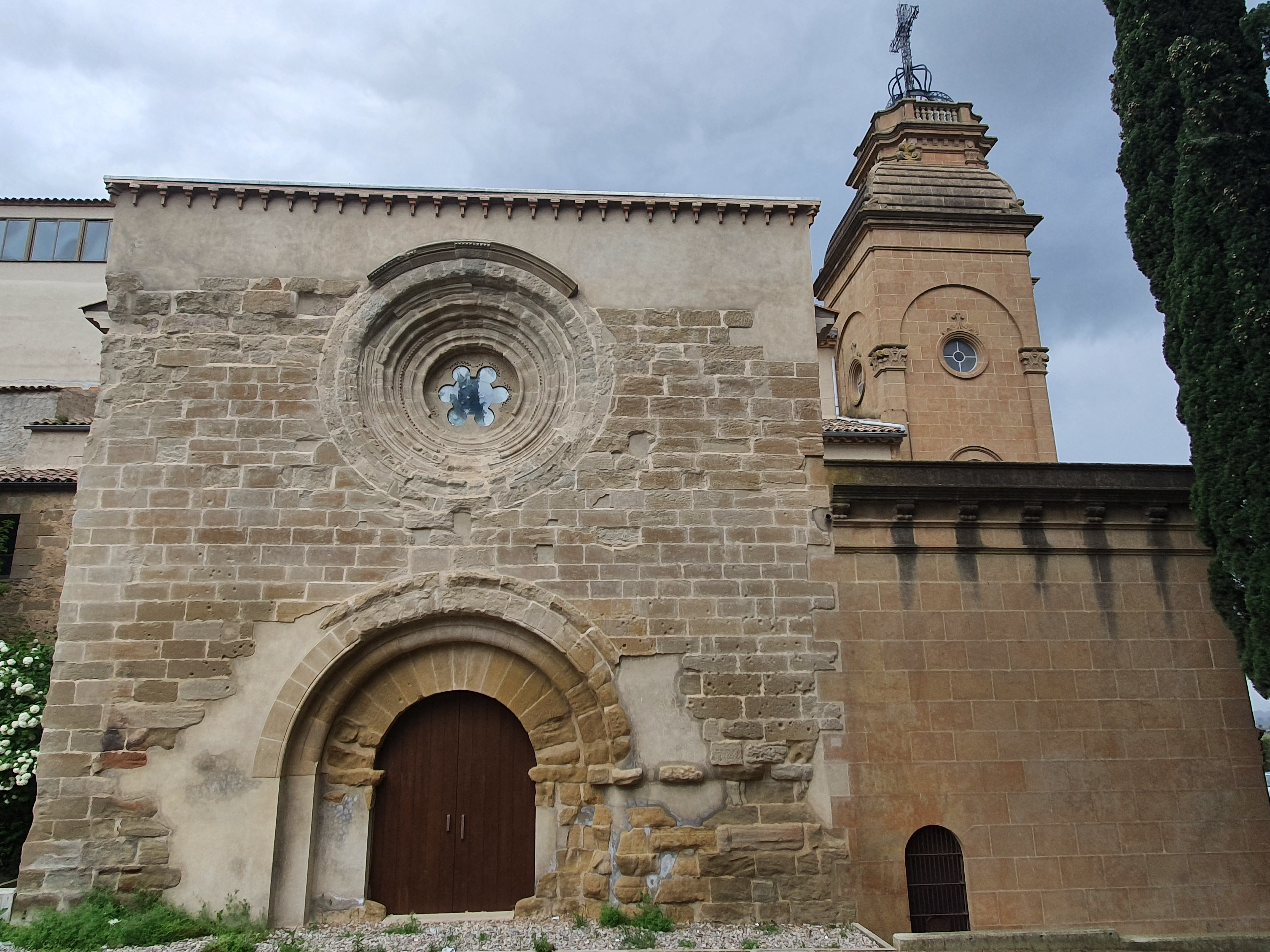
Façana romànica després de la restauració

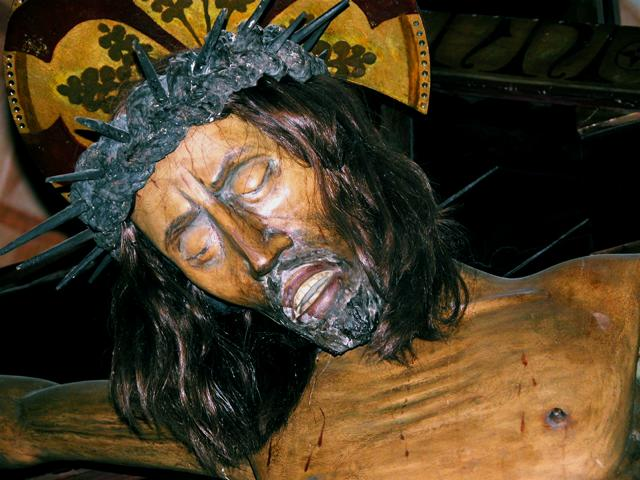
Detall de la imatge actual del Sant Crist de Balaguer

A l'antiga porta d'entrada hi ha una porta romànica amb molts detalls de l'Escola de Lleida, amb una gran rosassa i sense timpà, molt deteriorada i posteriorment restaurada. La restauració de la façana es va poder dur a terme gràcies a la col·laboració del Centre de Restauració de Béns Mobles de la Generalitat de Catalunya.
Originalment l'església era d'una sola nau, romànica i orientada a Orient, coberta amb voltes de canó i rematada amb un absis semicircular. A la porta hi ha restes d'impactes de metralla de la Guerra Civil.

## Convent de les Clarisses i Hostatgeria del Sant Crist
Cap a l'any 1351 els comtes d'Urgell -en aquest cas Jaume I d'Urgell- decideixen donar l'església a la comunitat franciscana perquè hi estableixi i fundi un convent per a 13 monges, el convent de les germanes clarisses. Aquest convent té una anècdota i és que els franciscans són els que portaran el culte del crucifix a Catalunya i Aragó.
Originalment l'església estava dedicada a la Mare de Déu “Santa Maria d'Almatà”. A partir d'un cert moment amb una de les capelles laterals s'hi va afegir un Sant Crist, que no va ser originalment la primera imatge més venerada, sinó que seria una imatge més.
Les Clarisses donen significat de Santa Clara que és la branca femenina de Sant Francesc, que serien els franciscans. Santa Clara té el carisma de Pobresa i Pregària. 
Al segle xvi hi ha tant culte a la imatge del Sant crist, que en venir tanta gent es converteix en Santuari. Va ser una església on hi va haver molta devoció per una imatge i es decideix ampliar l'església, i el que fan és “girar-la” és a dir, s'entra pel que és ara la porta principal, i l'antiga església s'integra com si fos només una capella lateral, això fou una gran transformació.
Posteriorment aquesta església es va ampliar i trobem l'església que tenim ara del segle XX per tant la façana que observem avui en dia és una façana noucentista.
La comunitat de clarisses de Balaguer, va tenir continuïtat però a partir del concili de Trento, posaran moltes dificultats a les comunitats femenines. Des de aquell moment van començar a haver-hi poques monges, per tant s'hauria de refundar, així doncs trobem una làpida del 1622, és una làpida barroca per la tipografia, parla de què el “21 de març de 1622 a la ciutat de Balaguer va venir una gent d'una comunitat de Clarisses d'una badia de Tarragona a refundar la comunitat d'aquí.” 
Trobem una porta barroca, que era la porta d'entrada al convent una vegada es va refundar, la làpida i la porta es van fer alhora i la va fer el bisbat.
Trobem una altra porta que donava a l'Hospici, a part de la comunitat de monges hi havia hagut un tipus d'alberg de pelegrins, així doncs aquesta porta tan espectacular hi ha una hostatgeria, a la porta en si trobem un escut que és de la ciutat de Balaguer, és una porta més tirant cap al renaixement o començament del barroc, molt simètric molt neoclàssic, trobem horror vacui a la porta i les decoracions vegetals. Al costat d'aquest edifici, trobem un altre edifici barroc, rematat per un timpà i finestres totes quadrades, allò era la casa del bisbe, quan venien els bisbes d'Urgell a Balaguer s'hostejaven aquí. Actualment aquesta hostatgeria s'anomena Hotel Santuari.
Tot això, demostra que era un lloc de molta peregrinació i un lloc d'atracció de fidels.

## Devoció del Sant Crist a les terres d'Urgell
L'església del Sant Crist i el convent són imant i centre receptor d'un destacat moviment de devoció que aflueix a visitar la Santíssima Imatge. Gràcies als favors reials i a les almoines populars, ha viscut moments d'esplendor al llarg de la història, alternats amb períodes de decadència.
El Santuari està dedicat a la imatge del Sant Crist, la seva advocació principal, patró de Balaguer i de les Terres d'Urgell, tot i que irradia la seva influència més enllà de les Comarques de Ponent i del Pirineu a altres terres de Catalunya i de l'Aragó. Al Santuari també s'hi venera la imatge gòtica de Santa Maria d'Almatà, tot i que d'una forma més acurada, trobem una talla de la imatge vista de lluny des de les reixes del convent de les clarisses que donen a l'església, aquesta imatge era invocada pels Comtes d'Urgell durant la reconquesta, es diu que la portaven a la sella del cavall.
Des del Sant Crist de Balaguer podem observar tota la plana d'Urgell, tradicionalment el Sant Crist ha estat un dels copatrons de la Plana d'Urgell, hi ha dos copatrons El Sant Crist de Balaguer, i la Mare de Déu de les Sogues de Bellvís. Per tant, a la plana d'Urgell des del segle xviii, XIX fins al segle XX es van posar de moda moltes cançons i molts goigs que parlaven de mare de Déu de les Sogues i Sant Crist de Balaguer, "si voleu que em faci monge deixeu-me casar primer” per exemple.
Durant aquests segles, la majoria de parròquies de la zona de la plana d'Urgell que queden més a prop de Balaguer, des de la Fuliola i des de Linyola cap a Balaguer, eren sufragànies del Sant Crist, i havien de pagar impostos.

### Motiu d'inspiració d'artistes
A finals del segle xix es va escriure un himne dedicat al Sant Crist amb lletra de Jacint Verdaguer i música del compositor i sacerdot balaguerí Josep Sorribes i Ruiz del Castillo (1838-1906). L'Oda "Himne a la Romeria" s'ha convertit en un himne de la ciutat de Balaguer en el context de la Renaixença.
La seva victòria a la Creu és cantada amb vers vibrant pel gran poeta del renaixement de la llengua catalana, amb una música molt inspirada del Mestre Sorribes. Proclama amb fe: "Del cel blau per la drecera siau el nostre davanter; siau la nostra bandera, Sant Cristo de Balaguer”.

### Festes del Sant Crist
La festivitat del Sant Crist és la festa major de Balaguer, i sempre se celebra el 9 de novembre.

## Basílica i Santuari
L'església del Sant crist es va convertir en Basílica l'any 2016. A l'entrada a mà dreta a prop del que seria la cinquena capella, que és la capella d'acollida, hi ha una làpida que hi diu que el 9 de maig del 2016 el Papa Francesc concilia el títol de Basílica menor amb aquesta església, a través d'un rescripte de la Congregació per al Culte Diví signat pel cardenal Robert Sarah. La celebració solemne de la concessió del títol va tenir lloc el 9 de novembre de 2016, coincidint amb la festivitat del Sant Crist, i va estar presidida pel bisbe d'Urgell, Joan-Enric Vives.
Dins de l'església catòlica hi ha 5 tipus d'esglésies, la més important és l'Església Catòlica Romana, el segon grup són les 4 Catedrals de Roma que són les 4 basíliques majors; després trobem totes les catedrals del món, que com són catedrals tenen un rang, a continuació hi ha el grup de les Basíliques menors, i després un cinquè grup que són la resta d'esglésies.
A l'entrada del Sant Crist de Balaguer hi ha un tipus de conopeu, la peça que representa que ens trobem a dins d'una basílica.
Al Bisbat d'Urgell hi han quatre santuaris més que també són basíliques menors:
1. La Catedral de Santa Maria de la Seu d'Urgell
2. La Parròquia de Santa Maria de Valldeflors de Tremp
3. El Santuari de la Mare de Déu de Núria
4. El santuari de la Mare de Déu de Meritxell

## Interior de l'església
L'interior d'aquest santuari és una església d'una sola nau, molt ampla, amb capelles laterals i algunes més grans que d'altres. És coberta a,b volta de llunets sobre pilastres amb capitells de decoració barroca.
De l'altar major en surten unes escales que pugen fins on hi ha la imatge del Sant Crist, còpia de 1947 de la imatge gòtica que es va perdre a la Guerra Civil amb la cremació de l'original, de la imatge original només va sobreviure el peu el qual està adherit a la còpia actual. En una de les capelles encara es poden veure restes de l'antiga església d'Almatà.
Dins de l'església trobem una porta gòtica que és trobaria a l'actual Capella Fonda, és l'únic que podríem dir s'ha conservat de l'antiga església a més de la porta amb façana romànica per la qual s'entrava, que ja s'ha comentat anteriorment.
L'església actual es divideix en: 
1. Accés principal
2. Nau
3. Presbiteri
4. Cambril St.Crist
5. Capella d'acollida
6. Accés Secundari
7. Capella de la Pietat
8. Cor baix de les monges
9. Sagristia
10. Capella de St.Francesc i Sta.Clara
11. Capella fonda
12. Façana romànica
13. Capella de la Reconciliació

Al costat dret de l'altar major el que seria el Presbiteri, al costat hi ha la capella de les germanes Clarisses també anomenat el Cor baix de les monges. Allà és on es guarda la imatge de la Verge d'Almatà, podem observar unes reixes, ja que antigament les monges eren de clausura i no podien tenir contacte, així doncs, des d'allà seguien les misses i el que es feia a l'església sense sortir del monestir.
A dintre del que és el Cor baix de les monges trobem una petita fornícula que es veu de lluny, aquesta és la Mare de Déu de Santa Maria d'Almatà que és a qui va estar dedicada aquesta església durant els primers segles, i com s'ha dit anteriorment a l'apartat de "Devoció del Sant Crist a les terres d'Urgell", es venera d'una forma molt acurada. Aquesta Mare de Déu no és plana, no s'aguanta dreta, ja que era una Mare de Déu pensada per portar a cavall com un amulet de la sort o en processó.
A la capella de la Pietat hi ha una imatge de Jesús davallat de la creu en braços de la seva mare, una talla de fusta policromada de l'Atelier St.Joseph. Una creació artesana dels Monestirs de Bethléem de l'Assomption de la Vierge et de Saint Bruno.
A més, hi ha unes llànties, que tenen molt valor, són de bronze i les trobem penjades a vàries capelles laterals.
Ara ens situem al Cambril de St. Crist, on parlarem de Llucià Navarro un il·lustrador dels anys seixanta que va fundar la revista Cavall Fort. La seva traça de dibuix és molt orientada cap als nens, es va ficar molt de moda i hi ha moltes esglésies que tenen pintures seves. Era molt religiós, però entenia que la religió estava al servei del poble i, per tant, en època franquista ell ja dibuixava dibuixos on hi havia treballadors, obrers, pagesos i gent humil, així doncs de forma subtil el que feia era una crítica al règim.
En aquest Cambril de St.Crist trobem dues pintures un a cada costat del Crist amb diferents personatges com hem dit anteriorment de diferents feines, però tots agermanats que era l'estratègia d'aquest artista.
Un Cambril fa referència a què darrere de l'altar, se situa una imatge amb una posició elevada de màxima devoció del Santuari, llavors i s'hi fan unes escales per les quals es pugen pel costat de l'Epístola (el dret) i es baixa pel costat de l'Evangeli (l'esquerra) i la gent puja per un costat i baixa per l'altre.
El reliquiari, antigament a les esglésies, contra més relíquies hi havia més importància i poder és tenia. Per tant, un dels punts més importants d'una església és el reliquiari. En les escales de darrere del Cambril baixant pel costat de l'Evangeli trobem la relíquia del Sant Crist, es tracta d'un dels claus sagrats amb el qual el nostre senyor Jesucrist fou crucificat, i consta també el seu document original fet a Roma.
Una de les intervencions arquitectòniques que es van fer en l'àmbit interior als anys 80 va ser obrir una filera de llums, ja que era una església molt fosca. Una altra ampliació que es va dur a terme són: les columnes i aquesta espècie de timpà trencat amb volutes on fica Jesucrist, que trobem al darrere del presbiteri és un tipus de retaule del segle xviii es barroc però ja és acadèmic, és a dir, més tirant cap al neoclàssic.
També hem de dir que a les esglésies barroques com al renaixement, els cors ja es troben traslladats, és a dir, ja no són al mig de l'església sinó que estan elevats i estan als peus d'aquesta.
A l'exterior trobem la façana noucentista inspirada pel gust clàssic, per l'estètica romana clàssica, més minimalistes, més elegància, més subtilesa. Aquesta destaca la rellevància del santuari, presenta un arc del triomf coronat amb dues columnes corínties, molt simètric, amb diferents pisos.

## La Llegenda del Sant Crist de Balaguer
Diu la llegenda, que hi havia un deixeble de Crist anomenat Nicodem que era escultor. Nicodem estava als peus de la creu mentre Jesús era crucificat i va quedar tan commogut i astorat de veure la imatge de patiment de la mort de Crist a la creu, que quan va arribar a casa va decidir fer una escultura de fusta per transmetre a tothom aquell patiment que havia vist.
Així doncs, va començar a fer l'escultura, però no va trobar la manera de plasmar el rostre de Crist com ell l'havia sentit i vist amb els seus propis ulls. Es diu que mentre pensava com podia acabar d'esculpir la cara i el sentiment de patiment va quedar adormit, i mentre dormia va somiar que hi havia uns àngels que li esculpien la cara i quan va despertar-se la cara ja estava feta.
Per això és parla que el Sant Crist de Balaguer és un Sant Crist de Nicodem. A tot Europa hi ha com a 5 o 6 Sant Crists que es consideren de Nicodem, perquè la llegenda els atribueix amb aquest deixeble. Va ser la primera imatge que van venerar les primeres comunitats cristianes de Terra Santa de Palestina. Es diu que quan Nicodem va tenir la imatge acabada la va portar a la Mare de Déu i aquesta el primer que va fer quan la va veure va ser agenollar-se.
En un moment donat, arran d'un atac Otomà, aquesta imatge es va traslladar durant una de les persecucions dels cristians i la tenien guardada les comunitats cristianes de Beirut. Quan els otomans van envair aquesta ciutat, va ser llançada al riu Adonis. Des d'allà, el crucifix arribà al Mediterrani i tot navegant contra corrent va arribar a Balaguer pel riu Segre.
Els balaguerins van veure una gran llum al riu i van baixar tots, van voler treure la imatge del riu tots descalços, però la imatge no es deixava agafar, van tornar l'endemà en processó a veure si així es deixava agafar i tampoc ho van aconseguir. Faltava algú per anar, per això no es deixava agafar, faltaven les monges de clausura. Avisades les Clarisses van baixar totes en processó.
La mare abadessa, es va agenollar vora el riu i una onada d'aigua va portar la imatge fins als seus braços. Seguida de les monges i de tot el poble de Balaguer, amb molta devoció la mare abadessa, va pujar la imatge a l'església on encara avui és venerada.